# Tunnels de Chalifert
Les tunnels de Chalifert forment un ensemble de trois tunnels qui franchissent le promontoire de Chalifert en Seine-et-Marne.
Ils permettent à la ligne ferroviaire de Paris-Est à Strasbourg-Ville et au canal de Chalifert, qui longent la Marne, de couper à travers Chalifert pour éviter un long méandre de la rivière.
Les trois tunnels sont constitués :
- du tunnel-canal ;
- de l'ancien tunnel ferroviaire mis hors service pour cause de vétusté ;
- du nouveau tunnel qui le remplace.

## Le tunnel-canal
Le tunnel-canal de Chalifert est un tunnel du canal de Meaux à Chalifert. Il permet au canal de passer de Coupvray à Chalifert à travers le promontoire de Chalifert. À la sortie ouest du tunnel, le canal donne sur un bassin et une écluse. Il mesure 294 m de longueur.

## L'ancien tunnel
L'ancien tunnel de Chalifert est un tunnel qui permettait à la ligne de Paris à Strasbourg de couper à travers un méandre de la Marne pour rejoindre Meaux.
C'est un tunnel en maçonnerie de 168 mètres de long. Il a été fermé au trafic en 1985. Il pourrait être remis en service si la ligne de chemin de fer est quadruplée entre Lagny - Thorigny et Meaux. 

## Le nouveau tunnel
Le nouveau tunnel de Chalifert est un tunnel ferroviaire qui a été construit d'abord pour doubler mais finalement pour remplacer l'ancien tunnel de Chalifert qui était devenu vétuste.